# Route départementale 130 (Yvelines)
Pour les articles homonymes, voir Route départementale 130.
La route départementale 130 ou D130, est un axe nord-sud secondaire du nord-ouest du département des Yvelines.
Cette route dessert principalement des communes rurales dans ses parties nord et sud où elle supporte surtout un trafic local, mais assure aussi dans sa traversée de la vallée de la Seine entre Gargenville et Épône-Mézières un rôle de jonction entre trois axes est-ouest à grande circulation, les RD 190 au nord de la Seine, RD 113 et autoroute A13 au sud du fleuve, notamment pour les flux de poids lourds destinés aux zones industrielles du nord de la Seine et empruntant l'autoroute.

## Itinéraire
Dans le sens nord-sud, les communes traversées sont :
- Drocourt, début de la D130 en limite du département du Val-d'Oise à 50 mètres du début de la route départementale 142 (Drocourt);
- Sailly, croisement avec la route départementale 913 (Meulan-Fontenay-Saint-Père) et fusion avec cette dernière jusqu'au centre de Brueil-en-Vexin ;
- Brueil-en-Vexin, traversée du centre du village et du hameau de la Chartre ;
- Gargenville : 
  - croisement avec la route départementale 190 (Le Pecq-Limay) et fusion avec cette dernière sur une centaine de mètres (avenue du colonel Fabien),
  - croisement avec la route départementale 146 (Gargenville-Limay) et fusion avec cette dernière sur une centaine de mètres, entre la RD 190 et la RD 146, la RD 130 emprunte un tronçon de la rocade F13, implantée dans une trouée urbaine prévue pour raccorder la liaison autoroutière projetée entre Cergy-Pontoise et Mantes-la-Jolie à l'autoroute A13,

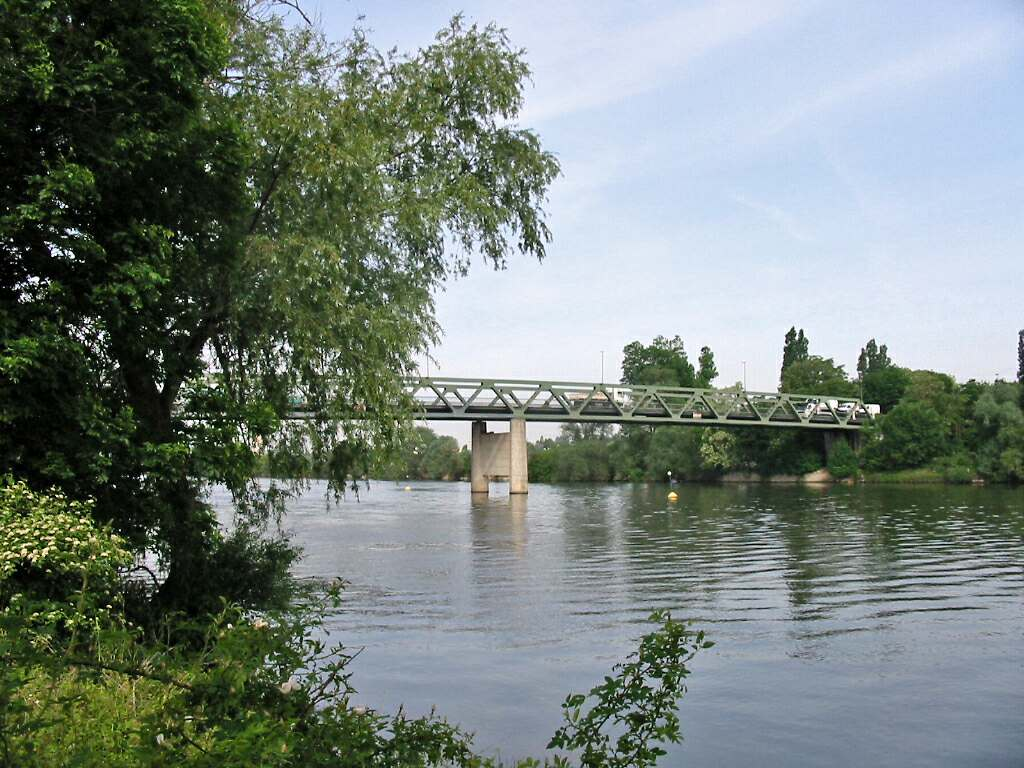
L'un des ponts de Rangiport entre Gargenville et Épône

- - Franchissement de la Seine par la succession de deux ponts métalliques au droit de l'île de Rangiport ;

- Épône : 
  - croisement avec l'autoroute de Normandie (Paris-Caen) à l'échangeur n° 10,
  - franchissement de la ligne Paris-Le Havre par un pont supérieur au niveau de la gare d'Épône - Mézières,
  - croisement avec la route départementale 113 (Orgeval-Limay) et fusion avec cette dernière sur une centaine de mètres (boulevard de l'Ouest) ;
- Mézières-sur-Seine : à partir de La Villeneuve la RD 130 sert de limite intercommunale entre Épône et Mézières jusqu'à l'embranchement de la route de la Folie, puis pénètre à nouveau dans le territoire d'Épône ;
- Épône : au hameau de Canada, croisement avec la route départementale 139 (Épône-Épône), puis la RD 130 sert brièvement de limite intercommunale entre Épône et Jumeauville avant d'entrer dans le territoire de Goussonville ;
- Goussonville, croisement avec la route départementale 158 (Andelu-Mantes-la-Ville) ;
- Boinville-en-Mantois (la RD 130 traverse une partie de la commune sans passer par le centre du village)
- Arnouville-lès-Mantes, croisement avec la route départementale 65 (Mantes-la-Ville-Hargeville) et fusion avec cette dernière sur 300 mètres environ, croisement avec la route départementale 11 (Saint-Cyr-l'École-Septeuil) ;

- Saint-Martin-des-Champs, traversée du village ;
- Osmoy,  traversée du village ;
- Orgerus, croisement avec la route départementale 42 (Neauphle-le-Vieux-Septeuil) et fin de la route.